# 任志鸿
任志鸿（1965年4月—），男，汉族，山东沾化人，中华人民共和国政治人物。现任山东世纪天鸿书业有限公司总经理。新中国60年百名优秀出版人物。